# Comuna Oleksandrivka, Semenivka
Oleksandrivka (în ucraineană Олександрівка) este o comună în raionul Semenivka, regiunea Cernihiv, Ucraina, formată din satele Frolî, Karasi, Krîulkî, Maksîmîhîne și Oleksandrivka (reședința).

## Demografie
Componența lingvistică a comunei Oleksandrivka
     Rusă (51,34%)
     Ucraineană (48,66%)
Conform recensământului din 2001, majoritatea populației comunei Oleksandrivka era vorbitoare de rusă (51,34%), existând în minoritate și vorbitori de ucraineană (48,66%).